# 환온의 제3차 북벌
환온의 제3차 북벌(桓溫 第三次 北伐)은 369년 동진의 대사마 환온이 전연을 상대로 실시한 군사 활동이다. 초기에 전연군을 상대로 연전연승하며 수도 업성(鄴成) 부근의 방두(枋頭)까지 진격했으나, 고질적인 보급 문제와 모용수(慕容垂)의 반격, 전연의 구원 요청으로 전진이 파견한 지원군의 공격으로 패하고 후퇴하였다.

## 주요 참전자

### 동진(東晉)
- 대사마 환온 (大司馬 桓溫)
- 강주자사 환충 (江州刺史 桓沖)
- 참군 치초 (參軍 郗超)
- 관군장군 모목지 (官軍將軍 毛穆之)
- 건위장군 단현 (建威將軍 檀玄)
- 정로정군 주서 (征虜將軍 朱序)
- 예주자사 원진 (豫州刺史 袁眞)
- 연주자사 손원 (兗州刺史 孫元)
- 등하 (鄧遐)
- 단사 (段思)
- 이술 (李述)
- 환석건 (桓石虔)

### 전연(前燕) · 전진(前秦) 연합군
- 오왕 모용수 (吳王 慕容垂)
- 하비왕 모용려 (下邳王 慕容厲)
- 낙안왕 모용장 (樂安王 慕容臧)
- 범양왕 모용덕 (范陽王 慕容德)
- 영동장군 모용충 (寧東將軍 慕容忠)
- 예주자사 이규 (豫州刺史 李邽)
- 참군 실라등 (參軍 悉羅騰)
- 호군중랑장 염간진(虎軍中郞將 染干津)
- 모용주 (慕容宙)
- 유당 (劉當)
- 부안 (傅顏)
- 맹고 (孟高)
- 구지 (苟池)
- 등강 (鄧羌)